# Nematus olfaciens
Nematus olfaciens är en stekelart som beskrevs av Benson 1953. Nematus olfaciens ingår i släktet Nematus, och familjen bladsteklar. Arten är reproducerande i Sverige.